# New Romantics
New Romantics è un singolo della cantante statunitense Taylor Swift, pubblicato il 23 febbraio 2016 come settimo estratto dal quinto album in studio 1989.

## Accoglienza
(Dal ritornello di New Romantics.)
Rob Sheffield di Rolling Stone ha classificato New Romantics come il secondo miglior brano del 2014, affermando: «Ancora non capisco perché abbia escluso dall'album una canzone attuale, sfavillante e perfetta come questa (si tratta di un bonus track), ma i geni sono strani». Il criptico l’ha poi reputato secondo anche nella classifica dei brani della cantante.

## Video musicale
Il videoclip di New Romantics, diretto da Jonas Åkerlund, è uscito ufficialmente il 6 aprile in anteprima su Apple Music ed è stato reso disponibile su canali Vevo e YouTube di Taylor Swift il 13 aprile 2016. Il video contiene varie clip di esibizioni e dietro le quinte tratte dal 1989 World Tour.

## Formazione
- Taylor Swift - voce, scrittrice, cori
- Max Martin - produttore, scrittore, tastiera, pianoforte, programmatore
- Shellback - produttore, scrittore, tastiera, pianoforte, programmatore
- Michael IIbert - registrazione
- Sam Holland - registrazione
- Cory Bice - assistente alla registrazione
- Șerban Ghenea - missaggio
- John Hanes - ingegnere del missaggio
- Tom Coyne - mastering

## Successo commerciale
La canzone ha inizialmente debuttato alla 71ª posizione della Billboard Hot 100 il 21 marzo 2015, grazie alle forti vendite digitali, ma nella settimana successiva è uscita dalla classifica.
Dopo il suo rilascio come singolo nel febbraio 2016, ha debuttato alla 28ª posizione nella Mainstream Top 40 e alla 26ª della Adult Top 40, oltre a raggiungere un nuovo picco nella Hot 100, arrivando alla 46ª posizione.
In Australia, è entrato alla 47ª posizione della ARIA Singles Chart, per poi raggiungere la 35ª.

## Classifiche
| Classifica (2016-23) | Posizione massima |
| -------------------- | ----------------- |
| Australia            | 35                |
| Belgio (Fiandre)     | 33                |
| Brasile              | 56                |
| Canada               | 58                |
| Croazia              | 5                 |
| Francia              | 190               |
| Giappone             | 90                |
| Libano               | 18                |
| Portogallo           | 65                |
| Regno Unito          | 132               |
| Repubblica Ceca      | 1                 |
| Slovacchia           | 59                |
| Scozia               | 40                |
| Stati Uniti          | 46                |

## New Romantics (Taylor's Version)
In seguito alla controversia con la sua precedente casa discografica e la vendita dei master delle pubblicazioni precedenti al suo contratto con la Republic Records, Swift ha cominciato a ri-registrare tutta la sua discografia dal 2006 al 2019, includendo anche brani non inclusi in alcun album in studio. Ogni reincisione presenta la dicitura Taylor's Version nel titolo, per distinguerla dall'incisione originale e quindi dal master non di proprietà della cantautrice.
Il 27 ottobre 2023 Taylor Swift ha ripubblicato il brano sotto il nome New Romantics (Taylor's Version), incluso nell'album 1989 (Taylor's Version).